# Неославизъм
Неославизмът е политическо движение, което възниква в края на 19 век и е част от по-старата панславянска идеология. Оформя се в резултат на дейността на чешките национални активисти. Основният инициатор е бил младочешкият политик Карел Крамарж..

## Основа на идеологията
Основната идея на неославистите се заключава в съвместна отбрана на земите, населени със славяни, в ответ на пангерманската експанзия. За реализацията на тази цел, движението се застъпва за равенство на всички славяни помежду си и счита за необходимо да се съхрани автономния статус на всяка група. Всеки от славянските народи е свободен самостоятелно да се развива — културно, икономически и политически, но заедно те са длъжни да работят съвместно в името на общото благо. Неославистите настояват за демократизация на славянското съобщество и освобождаване от доминиращото влияние на Русия.
За разлика от панславянството, неославянството не придава значение на религията и не прави разлика между католици и православни, не подкрепя създаването на едина славянска държава, и подкрепя ненасилствените методи за изпълнение на програмите си.
Първият конгрес на движението се провежда през 1908 в Прага като повод е годишнината от първия славянски конгрес проведен в контекста на либералните революции от 1848. Вторият конгрес се провежда в София през 1910, съпъстван от срещи на журналисти, лекари и спортисти от славянските страни.